# دنیز فارو
دنیز فارو (انگلیسی: Denise Faro؛ زادهٔ ۲ اوت ۱۹۸۸) بازیگر، و خواننده اهل ایتالیا است. وی از سال ۲۰۰۲ میلادی تاکنون مشغول فعالیت بوده است.